# Liste der Kulturdenkmäler in Echternacherbrück
In der Liste der Kulturdenkmäler in Echternacherbrück sind alle Kulturdenkmäler der rheinland-pfälzischen Ortsgemeinde Echternacherbrück aufgeführt. Grundlage ist die Denkmalliste des Landes Rheinland-Pfalz (Stand: 27. Juni 2022).

## Einzeldenkmäler
| Bezeichnung     | Lage                                | Baujahr                              | Beschreibung | Bild            |
| --------------- | ----------------------------------- | ------------------------------------ | --- | --------------- |
| Gartenhäuschen  | Bitburger Straße, bei Nr. 1 Lage    | nach 1862                            | ehemaliges Gartenhäuschen; kapellenartiger Walmdachbau, wohl nach 1862                                                                                    | Fotos hochladen |
| Wegekreuz       | Bollendorfer Straße, vor Nr. 2 Lage | letztes Viertel des 17. Jahrhunderts | Wegekreuz; sockelartiger Schaft, letztes Viertel des 17. Jahrhunderts, Kruzifix wohl aus dem 19. Jahrhundert                                              | Fotos hochladen |
| Postamt         | Bollendorfer Straße 7 Lage          | 1914                                 | ehemalige Poststelle; sechsachsige Fassade mit Mittelrisalit, 1914                                                                                        | Fotos hochladen |
| Liboriuskapelle | nordwestlich des Ortes Lage         | 1951                                 | Sandsteinquader-Zentralbau mit Mansarddach, 1951, Architekt Jules Schneider, Idar-Oberstein                                                               | BW              |
| Klause          | nordwestlich des Ortes Lage         | vor 1596                             | Ruinen der 1596 erstmals erwähnten, aus dem Fels herausgearbeiten Klause mit Felsentreppen, Felsenfenster, Tür- und Nischeneinfassungen, Weihwasserbecken | BW              |